# غازي حنانيا
غازي حنا خليل حنانيا (وُلد في 3 أغسطس 1945 في رام الله) طبيب أسنان وسياسي فلسطيني وأحد أعضاء حركة فتح، كان عضوًا في المجلس التشريعي الفلسطيني الأول ونائبًا ثانيًا لرئيسه بين عامي 1998 و2006.

## حياته
ولد غازي في رام الله في لأسرة مسيحية ودرس في مدرسة الأهلية في رام الله والمدرسة القبطية في القدس.
رئيس مجلس إدارة المركز الفلسطيني للتنمية والحريات الإعلامية (مدى)
كان حنانيا رئيسًا لمجلس إدارة مستشفى الشيخ زايد في رام الله وقد افتتح مركز أبو ريا لإعادة التأهيل في رام الله بفلسطين. ونائبًا لرئيس مجلس أمناء مجمع فلسطين الطبي.
يذكر أن غازي عضو في مجلس الصحة الفلسطيني واتحاد رام الله منذ عام 1992 ورئيس مجلس إدارة اتحاد رام الله منذ عام 1994.
حنانيا عضو مجلس إدارة العديد من الأعمال التجارية والتعاونيات في فلسطين.
اُنتخب عضوًا في المجلس التشريعي الفلسطيني بعد الانتخابات العامة الفلسطينية عام 1996 حيث حصل على 10,238 صوتًا في دائرة محافظة رام الله والبيرة ممثلًا عن حركة فتح.